# Homosexualität in Serbien

Geografische Lage von Serbien

Homosexualität in Serbien stößt in der Gesellschaft eher auf Ablehnung. Seit 2011 gab es Kontroversen bezüglich des Belgrader Christopher Street Days (CSD). Von 2017 bis 2024 hatte das Land mit Ana Brnabić eine bekennend lesbische Regierungschefin.

## Rechtliche Lage

### Legalität
Homosexualität ist in Serbien seit 1994 legal. Das Schutzalter ist seit 2006 einheitlich auf 14 Jahre angeglichen.

### Antidiskriminierungsgesetze
Seit 2009 ist die Diskriminierung aufgrund der sexuellen Orientierung gesetzlich verboten. Homosexuelle Menschen können im Militär dienen.

### Anerkennung gleichgeschlechtlicher Partnerschaften
In Serbien ist weder eine gleichgeschlechtliche Ehe noch eine Eingetragene Partnerschaft gesetzlich zugelassen. Eine gesetzliche Anerkennung gleichgeschlechtlicher Paare staatlicherseits steht bisher aus.

## Gesellschaftliche Situation

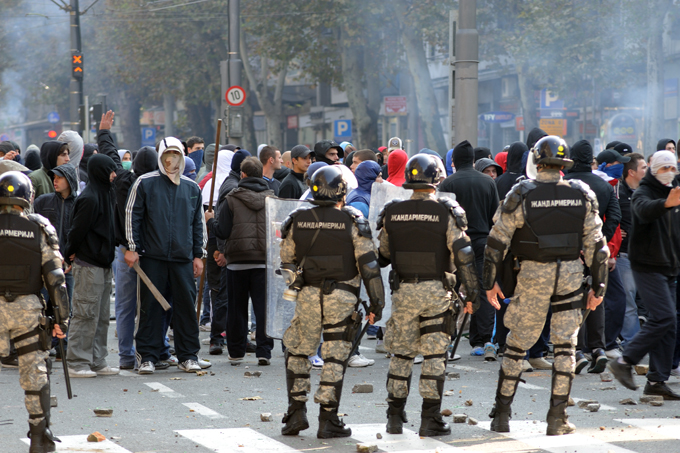
Ausschreitungen gegen die Gay Pride in Belgrad (2010)

### Mehrheitlich ablehnende Haltung zu Homosexualität
Angaben über die Einstellungen der Bevölkerung zu Homosexualität variierten teilweise, ließen aber insgesamt auf eine eher ablehnende Haltung schließen:
- Nach Informationen der Zeitung Die Presse von 2008 stuften 70 Prozent der Serben Homosexualität als Krankheit ein, 60 Prozent gar als „Sünde“. 50 Prozent forderten, dass der Staat die gleichgeschlechtliche Liebe unterdrücken solle.[3]
- Laut Angaben der ARD von 2014 hielt jeder Zweite in Serbien Homosexualität für eine Krankheit. Auch in der Polizei sei diese Einstellung weiterhin stark verbreitet.[4]
- Nach Angaben der Zeitung The Guardian von 2017 vertraten 65 % der Serben die Meinung, dass Homosexualität eine Krankheit ist. 78 % waren der Meinung, dass Homosexualität in der Öffentlichkeit nicht gezeigt werden sollte.[5]

### Kontroverse um Christopher Street Days
Eine homosexuelle Community findet sich vorrangig in der Hauptstadt Belgrad. Dort findet seit 2005 grundsätzlich jährlich ein CSD statt.
2011, 2012 und 2013 wurde diese Veranstaltung durch den damaligen Regierungschef Ivica Dačić mit der Begründung verboten, da nach homophoben Gewaltandrohungen durch Rechtsextremisten und Hooligans die Sicherheit der Teilnehmern nicht gewährleistet werden könne. Außerdem wurde die Veranstaltung von der Serbisch-Orthodoxen Kirche kritisiert. International sahen Kritiker in dem Verbot ein „Einknicken“ des Staates vor homophober Gewalt, die Europäische Union forderte Serbien dazu auf, die Veranstaltung in den nachfolgenden Jahren zuzulassen.
2014 fand der CSD wieder statt, an einem paar hundert Meter langen Parademarsch nahmen neben rund 1000 Lesben und Schwule auch einige Minister der serbischen Regierung sowie zahlreiche Diplomaten einschließlich des deutschen Botschafters Heinz Wilhelm teil.

### Sonstiges
2014 wurde ein deutscher Teilnehmer einer Konferenz für LGBT-Rechte in Belgrad zusammengeschlagen und lebensgefährlich verletzt.
2017 wurde mit Ana Brnabic eine bekennend lesbische Politikerin Regierungschefin des Landes.